# Jinggangshan Airport
Jinggangshan Airport (kinesiska: 井冈山机场) är en flygplats i Kina. Den ligger i provinsen Jiangxi, i den sydöstra delen av landet, omkring 230 kilometer sydväst om provinshuvudstaden Nanchang.
Runt Jinggangshan Airport är det ganska tätbefolkat, med 192 invånare per kvadratkilometer. Närmaste större samhälle är Chengjiang, 17,6 km öster om Jinggangshan Airport. Trakten runt Jinggangshan Airport består till största delen av jordbruksmark.
Genomsnittlig årsnederbörd är 1 972 millimeter. Den regnigaste månaden är maj, med i genomsnitt 316 mm nederbörd, och den torraste är oktober, med 32 mm nederbörd.